# Anizy-le-Grand
Cet article possède un paronyme, voir Anisy (homonymie).
Anizy-le-Grand est une commune française située dans le département de l'Aisne en région Hauts-de-France.
La nouvelle commune, de statut administratif commune nouvelle, est née le 1er janvier 2019 de la fusion des communes d'Anizy-le-Château, Faucoucourt et Lizy. Son chef-lieu est fixé à Anizy-le-Château,.

## Géographie

### Localisation
Le territoire municipal d'Anizy-le-Grand s'étend sur 2 057 hectares. Les niveaux d'altitude de la commune nouvelle fluctuent entre 52 et 191 mètres.
La commune nouvelle regroupe les communes d'Anizy-le-Château, Faucoucourt et Lizy, qui sont des communes déléguées, le 1er janvier 2019. Son chef-lieu se situe à Anizy-le-Château,.
Le chef-lieu de la commune nouvelle, Anizy-le-Château, se situe au centre-ouest du département de l'Aisne.

### Communes limitrophes
|                                                              | Cessières-Suzy (Cne deléguée de Suzy) | Cessières-Suzy (Cne deléguée de Cessières) |
| Brancourt-en-Laonnois Landricourt Quincy-Basse Wissignicourt | Anizy-le-Grand                        | Merlieux-et-Fouquerolles                   |
| Vauxaillon                                                   | Pinon                                 |                                            |

### Hydrographie
La commune est située dans le bassin Seine-Normandie. Elle est drainée par le canal de l'Oise à l'Aisne, l'Ailette, le ru de Bordet, Marais de Montbavin, le cours d'eau 01 de la commune de Faucoucourt, le cours d'eau 01 de la commune de Suzy, le cours d'eau 01 de la Prée, le fossé 02 de la commune de Faucoucourt, le fossé du Marais, le ru de Basse, divers bras de Basse et un autre petit cours d'eau,.
Le canal de l'Oise à l'Aisne est un canal à bief de partage au gabarit Freycinet reliant les vallées de l'Oise et de l'Aisne. Il relie les communes d'Abbécourt et de Bourg-et-Comin en passant sous le tristement célèbre « Chemin des Dames ».
L'Ailette, d'une longueur de 59 km, prend sa source dans la commune de Sainte-Croix et se jette  dans l'Oise (rive gauche) à Quierzy, après avoir traversé 36 communes.

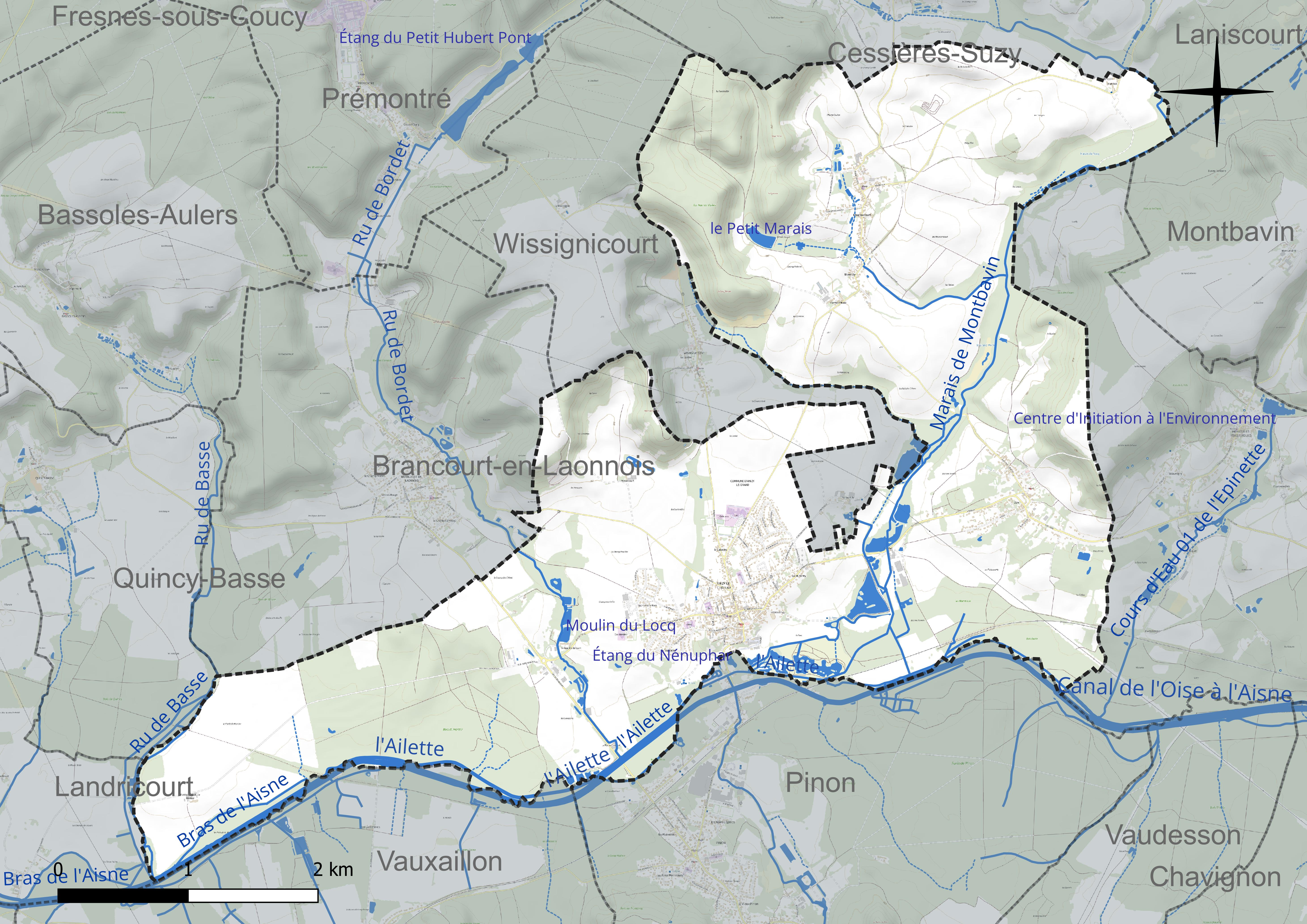
Réseau hydrographique d'Anizy-le-Grand.

Deux plans d'eau complètent le réseau hydrographique : le Petit Marais (1,8 ha) et Moulin du Locq (2,4 ha),.

### Climat
Le climat qui caractérise la commune est qualifié, en 2010, de « climat océanique dégradé des plaines du Centre et du Nord », selon la typologie des climats de la France qui compte alors huit grands types de climats en métropole. En 2020, la commune ressort du type « climat océanique altéré » dans la classification établie par Météo-France, qui ne compte désormais, en première approche, que cinq grands types de climats en métropole. Il s'agit d'une zone de transition entre le climat océanique, le climat de montagne et le climat semi-continental. Les écarts de température entre hiver et été augmentent avec l'éloignement de la mer. La pluviométrie est plus faible qu'en bord de mer, sauf aux abords des reliefs.
Les paramètres climatiques qui ont permis d'établir la typologie de 2010 comportent six variables pour les températures et huit pour les précipitations, dont les valeurs correspondent à la normale 1971-2000. Les sept principales variables caractérisant la commune sont présentées dans l'encadré ci-après.
| Paramètres climatiques communaux sur la période 1971-2000 - Moyenne annuelle de température : 10,3 °C - Nombre de jours avec une température inférieure à −5 °C : 3,6 j - Nombre de jours avec une température supérieure à 30 °C : 3,1 j - Amplitude thermique annuelle : 14,7 °C - Cumuls annuels de précipitation : 707 mm - Nombre de jours de précipitation en janvier : 11,5 j - Nombre de jours de précipitation en juillet : 8,8 j |

Avec le changement climatique, ces variables ont évolué. Une étude réalisée en 2014 par la Direction générale de l'Énergie et du Climat complétée par des études régionales prévoit en effet que la  température moyenne devrait croître et la pluviométrie moyenne baisser, avec toutefois de fortes variations régionales. La station météorologique de Météo-France installée sur la commune et mise en service en 1984 permet de connaître l'évolution des indicateurs météorologiques. Le tableau détaillé pour la période 1981-2010 est présenté ci-après.
| Mois                                  | jan.             | fév.             | mars            | avril           | mai           | juin           | jui.          | août           | sep.           | oct.            | nov.             | déc.             | année      |
| ------------------------------------- | ---------------- | ---------------- | --------------- | --------------- | ------------- | -------------- | ------------- | -------------- | -------------- | --------------- | ---------------- | ---------------- | ---------- |
| Température minimale moyenne (°C)     | 0,5              | 0,6              | 2,7             | 4,6             | 8,4           | 11             | 13            | 12,8           | 10,1           | 7,3             | 3,6              | 1,3              | 6,4        |
| Température moyenne (°C)              | 3,2              | 3,9              | 7               | 9,8             | 13,9          | 16,5           | 18,8          | 18,7           | 15,3           | 11,5            | 6,6              | 3,9              | 10,8       |
| Température maximale moyenne (°C)     | 5,9              | 7,2              | 11,3            | 15,1            | 19,3          | 22,1           | 24,7          | 24,5           | 20,4           | 15,8            | 9,7              | 6,4              | 15,2       |
| Record de froid (°C) date du record   | −21,6 17.01.1985 | −13,8 22.02.1986 | −9,8 01.03.05   | −5,4 12.04.1986 | −0,5 08.05.10 | 2,4 04.06.1991 | 5 01.07.1984  | 4,1 29.08.1993 | 0,7 27.09.1990 | −5,1 29.10.1997 | −10,3 24.11.1998 | −11,8 29.12.1996 | −21,6 1985 |
| Record de chaleur (°C) date du record | 16,2 05.01.1999  | 19,3 24.02.1990  | 22,9 29.03.1989 | 29,3 25.04.07   | 33 27.05.05   | 36,6 28.06.11  | 36,7 19.07.06 | 39,7 12.08.03  | 32 03.09.11    | 28 01.10.11     | 20,3 04.11.1994  | 16,3 07.12.00    | 39,7 2003  |
| Précipitations (mm)                   | 68,7             | 56,1             | 65,7            | 57              | 61,1          | 57,6           | 70,1          | 73,1           | 54,6           | 69,2            | 67,7             | 76,1             | 777        |

## Urbanisme

### Typologie
Au 1er janvier 2024, Anizy-le-Grand est catégorisée bourg rural, selon la nouvelle grille communale de densité à 7 niveaux définie par l'Insee en 2022.
Elle appartient à l'unité urbaine de Pinon, une agglomération intra-départementale dont elle est ville-centre,. Par ailleurs la commune fait partie de l'aire d'attraction de Laon, dont elle est une commune de la couronne,. Cette aire, qui regroupe 106 communes, est catégorisée dans les aires de 50 000 à moins de 200 000 habitants,.

## Toponymie
Le nom de la localité est attesté sous les formes Villa quæ dicitur Anisiacus (VIIe siècle) ; Anisi (1132) ; Anesiacum (1139) ; Anisiacum (1139) ; Anisiacum-in-Laudunesio (1229) ; Anysi (1251) ; Anizy (1332).
Ce toponyme dérive probablement du cognomen latin Anisius.

## Histoire
Une réflexion a été engagée début 2018 par le maire d'Anizy-le-Château en vue de la fusion de sa commune avec Pinon, dont elle est séparée par l'Ailette. Les communes de Faucoucourt et de Lizy se sont jointes à cette réflexion, et Pinon s'en retire.
La fusion entre Anizy-le-Château, Faucoucourt et Lizy intervient à la demande des trois conseils municipaux des 12 et 13 juin 2018, permettant la création de la commune nouvelle d'Anizy-le-Grand par un arrêté préfectoral qui prend effet le 1er janvier 2019. Les trois anciennes communes deviennent alors chacune, une commune déléguée d'Anizy-le-Grand.

## Politique et administration

### Découpage territorial
La commune d'Anizy-le-Grand est membre de la communauté de communes Picardie des Châteaux, un établissement public de coopération intercommunale (EPCI) à fiscalité propre créé le 1er janvier 2017 dont le siège est à Pinon. Ce dernier est par ailleurs membre d'autres groupements intercommunaux.
Sur le plan administratif, elle est rattachée à l'arrondissement de Laon, au département de l'Aisne et à la région Hauts-de-France. Sur le plan électoral, elle dépend du  canton de Laon-1 pour l'élection des conseillers départementaux, depuis le redécoupage cantonal de 2014 entré en vigueur en 2015, et de la première circonscription de l'Aisne  pour les élections législatives, depuis le dernier découpage électoral de 2010.

### Administration municipale

#### Liste des maires
| Période      | Période                   | Identité                  | Étiquette            | Qualité |
| ------------ | ------------------------- | ------------------------- | -------------------- | --- |
| janvier 2019 | En cours (au 28 mai 2020) | Ambroise Centonze-Sandras | SE-DVD puis Horizons | Professeur de mathématiques Vice-président de la CC Picardie des Châteaux (2017 → ) Réélu pour le mandat 2020-2026 |

### Communes déléguées
| Nom                      | Code Insee | Intercommunalité         | Superficie (km2) | Population (dernière pop. légale) | Densité (hab./km2) |
| ------------------------ | ---------- | ------------------------ | ---------------- | --------------------------------- | ------------------ |
| Anizy-le-Château (siège) | 02018      | CC Picardie des Châteaux | 9,49             | 1 931 (2022)                      | 203                |
| Faucoucourt              | 02301      | CC Picardie des Châteaux | 7,35             | 294 (2022)                        | 40                 |
| Lizy                     | 02434      | CC Picardie des Châteaux | 3,73             | 285 (2022)                        | 76                 |

## Population et société

### Démographie
L'évolution du nombre d'habitants est connue à travers les recensements de la population effectués dans la commune depuis sa création.

En 2022, la commune comptait 2 510 habitants, en évolution de −0,67 % par rapport à 2016 (Aisne : −1,97 %, France hors Mayotte : +2,11 %).
| 2015  | 2020  | 2022  |
| ----- | ----- | ----- |
| 2 533 | 2 587 | 2 510 |

## Culture locale et patrimoine

### Lieux et monuments
- Église Sainte-Geneviève d'Anizy-le-Château.
- Église Saint-Martin de Faucoucourt.
- Église Sainte-Marie-de-l'Assomption de Lizy.

## Pour approfondir